# Белокаменная (станция МЦК)
Белока́менная — остановочный пункт Малого кольца Московской железной дороги, обслуживающий маршрут городского электропоезда — Московское центральное кольцо. В рамках транспортной системы Московского центрального кольца обозначается как «станция», хотя в отличие от исторической станции сама платформа не имеет собственного путевого развития и потому не является железнодорожной станцией. Но тем не менее расстояние до исторической станции наименьшее (по сравнению с остальными, меньше даже чем у Угрешской).
Открыт 10 сентября 2016 года вместе с открытием пассажирского движения электропоездов МЦК.

## Пассажиропоток
Из 31 станции МЦК Белокаменная занимает последнее место по популярности. В 2017 году средний пассажиропоток составил ок. 1 тыс. чел. в день и 38 тыс. чел. в месяц. Практически весь пассажиропоток составляют посетители парка Лосиный Остров.

## Расположение
Расположена между платформами Ростокино и Бульвар Рокоссовского, в границах грузовой станции Белокаменная. Находится в Восточном административном округе на границе районов Богородское и Метрогородок.
Единственная платформа в Москве, расположенная непосредственно на территории национального парка Лосиный Остров.

## Технические особенности
Пассажирский остановочный пункт МЦК включает в себя одну островную высокую платформу, оборудованную навесом. Вход на платформу осуществляется из подземного пешеходного перехода. Историческая низкая платформа станции Белокаменная для пассажирского сообщения не используется.
Платформа оборудована турникетами, расположенными в подземном переходе перед лестницами на платформу. Турникеты начали действовать с 11 октября 2016 года по окончании бесплатного месяца функционирования МЦК. Для осуществления прохода и гашения поездок они используют единые транспортные карты Московского транспорта, используемые также для проезда в метрополитене и наземном городском транспорте.
От станции МЦК «Белокаменная» отходили два подъездных пути: к бывшему заводу «Красный богатырь» (разобран в 2006—2007 годах) и на склад бывшего ОАО «Арсенал-59» в районе МГСУ (демонтирован в ноябре 2020 года в связи с расчисткой полотна на начальном отрезке для пробивки продления СВХ).

## Наземный общественный транспорт
На этой станции можно пересесть на следующие маршруты городского пассажирского транспорта:
- Автобусы: с675, 682

## Галерея
| - Вестибюль подземного перехода, ведущего к платформе - Лестница выхода на платформу из подземного перехода. Внизу видны турникеты - Вид на платформу со стороны |